# 홈 (2015년 영화)
《홈》(영어: Home)은 2015년 공개된 미국의 애니메이션 영화이다. 팀 존슨 감독이 연출하였고 짐 파슨스, 리애나, 제니퍼 로페즈 등이 주연 성우로 출연한다.

## 줄거리
그들의 적 고르그에서 실행에,부브 집에 전화 할 수 있는 장소에 적합한 우리의 행성,지구를 찾을 수 있다. Led 여 스멕,그들은 시작되어 그들의 친절한의 침략 행성,재배치는 인간의 다른 부분이 행성하는 동안 부브 서식하고 그들의 가정. 하나의 부브라는 오는 더 흥분,무료 생각하고 회원의 종자를 초대하기로 결정하는 모든 다른 부브를 자신의 아파트에 대한 집들이다. 멀지 않은 아이아가라를 통해 그녀의 집에 도시 된 후 그녀의 어머니로부터 분리 루시 침공 기간 동안 그녀를 떠나, 그녀의 애완 동물 목양이 돼지와 연료를 공급하는 그녀의 증오에 대한 부브이다.
오씨는 카일이라는 부브 경찰을 찾기 위해 거리로 달려가는데, 그는 부브의 나머지 사람들처럼 오와 함께 악화된다. 그는 그를 파티에 초대 한 다음 지구상의 모든 부브에 대량 초대장을 보내기로 결정한다. 실제로 Gorg를 포함하여 전체 은하계의 절대적으로 모든 외계 종족에 초대장을 보내는 오 히트. 도망자로 선포된 오씨는 편의점으로 달려가 팁과 돼지가 그렇게 하는 것처럼 물품을 잡는다. 그들은 서로,후 팁의 차를 시작하지 못한 오 변환로 환상적인, 유혹하는 기술이 그대로에서 실행한다. 아 고장을 타고와 팁을 때 그는 약속을 도울 그녀를 찾아 루시는,그러나 불행하게도,그들은 가서 부브 명령어 센터 파리에서 찾아서 그녀가있다.
파리로가는 길에 팁과 오 목욕탕 휴식을 위해 주유소에서 정차한다. 두 사람은 각각 각각의 화장실에 들어간다(팁이 소녀의 방에서 오를 밀어 내야 한다). 오소변기 모자를 알아 차리고,"푸른 박하"로 착각하는 것은 그의 혐오와 팁의 유머에 그것을 먹는다. 그러나,그녀는 즉시 "레모네이드 그릇"(화장실 물)에서 마시는 오에서 수익을 얻는다. 남자 화장실에서 도망친 후,오씨는 예기치 않게 카일에 의해 발견 될 때만 팁을 버리려고한다. 하기 전에 카일 체포 Oh,끝을 맞아 타워 아래로 캔,만을 꾸짖고 오려고 노력에 대한 도랑을 그녀의 anf 녹화 그 자리이다. 카일은 그들이 떨어져 나간 직후에 주유소를 폭발시켜 그가 방금 오를 지웠다는 잘못된 인상을준다.
도달한 후에 부브 명령의 중심에 있는 이제 뜨 에펠탑,오는 자신의 계정을 삭제 메시지는 단 몇 초 만에 도달하기 전에 고그. 그는 그녀가 루시를 찾을 수 있도록 팁의 두뇌에 연결한다. 그들은 결국 그녀가 적극적으로 딸을 찾고있는 호주로 그녀의 위치를 추적한다. 다른 부브를 찾아 두려고 오는 동안 팁을 잡고 중력의 조작 시스템과 그것을 뒤집을 일으키는 전체 타워를 기울이 거꾸로,따라서 수 있도록 충분한 시간을 그녀를 위해 그리고 오을 탈출 그리고 머리에 대한 호주이다.
두어,그들은 다른 부브를 타고 그들에 의해서 두려움을 실현하는 고그 ship 가깝다. 팁 및 오 관리하여 그것을 노크,그 과정에서 그것의 덩어리들을 안타들을 잃게 자신의 학교에 갈 연료는다. 그들은 타락한 Gorg 배를 가로 질러 와서 그것이 실제로 무인 항공기라는 것을 알게된다. 오 특별한 칩을 복구하고 자신의 차를 위로하고 실행하는 데 사용한다.
팁과 오 호주로 가서 부브가 모선으로 대피하는 것을 보아라. 때 그들은 땅은 자동차,팁이 시작을 실행에 대한 그녀의 어머니,그러나 오하이오 주에서 철수하는 다른 부브 대신 한다. 팁은 약속을 다시 어기려고 노력한 것에 대해 그에게 화를 내며,그녀는 결코 친구가 아니라고 선언한다. 상심,오 배에 반환. 고르그 모선은 부브 배에 가까이 왔지만 오씨는 고르그 칩을 꺼내어 고그에서 더 멀리 배를 날아가는 데 사용한다. 부브는 오의 용감함에 놀랐다. 스멕은 화가 나서 모든 사람에게 그가 선장임을 상기시킨다. 그러나 Oh는 Smek 에게 서서 그가 끔찍한 선장이며 Boov 가 그의 지도력하에 끔찍한 종족이되었다고 말한다. 다른 부브가되는 화가에 의해 이 계시는 선도,카일을 잡아 스맥의'침묵'(왕위와 바위 위에)그리고 아,그 선언의 새로운 주장이다.
팁은 루시를 찾기 위해 도시 주변을 정처없이 돌진하지만 아무도 그녀를 도울 수 없다. 오씨는 그녀의 편으로 돌아와 그녀가 루시를 추적하도록 도와준다. 어머니와 딸이 마침내 재결합하고 오 감사한다. 고그 모선희에게 내려고 오는 것을 깨닫는 그들이 원하는 바위에 조용히 시키는 무기 때문에,스맥 이전에 도난에서 그들이다. 오 시도하고 안전을 위해 차에 팁과 루시를 잠금, 그 관심을 얻기 위해 배에 실행된다. 팁이 차에서 빠져 나와 고그 사령관의 얼굴에 빛을 비추어 바위를 들고 오에게 관심을 불러 일으킨다. 고그 사령관은 오의 길을 따라 땅바닥에서 철커덕 거리면서 배를 멈추게 한다. 팁은 그를 구출하기 위해 돌진하지만,오 겉으로는 기계 아래에 짓 눌린 가져온다. 그것은 백업하고 오 무사한 것으로 밝혀졌다. 고르그 사령관은 그가 실제로 무해한 불가사리 같은 생물임을 보여주기 위해 갑옷에서 나온다. 오 반환한다 바위,그에게는 포함한 수백만의 개발을 고그 애벌레를 다음 세대의 고그,드러내는 것이 고그의 마지막 자신의 종류이다. 그는 오 감사하고 결국 출발한다.
두 주 후, 인간이 돌아왔다 원래 주택,그리고 아내는 자신의 파티에서는 그의 아파트,인간과 부브이 참석하였다. 팁 놀이 그녀의 음악을 가져옵의 나머지 부브를 경험 춤을 위한 첫 번째 시간 동안,다른 부브 포함,스맥,자 달에,수천 명의 다른 행성에서 배송을 포함한 고그,머리가 지구를 위해 오 파티를 받는 그의 초대한다.

## 성우진
- 짐 파슨스 - 오
- 리애나 - 팁 투치
- 제니퍼 로페즈 - 루시 투치
- 스티브 마틴 - 캡틴 스멕
- 맷 L. 존스 - 카일
- 브라이언 스테파넥
- 에이프릴 로런스

- 남도형 - 오
- 김나율 - 팁 투치
- 윤성혜 - 루시 투치
- 이인성 - 캡틴 스맥
- 이호산 - 카일
- 그 외 각종 배역: 사문영, 박고운, 신범식, 안효민, 전종구, 이현, 연정흠, 양세나, 이세은